# Trem da Alegria
Trem da Alegria war eine brasilianische Musikgruppe, die im Jahr 1984 durch den Produzent und Komponist Michael Sullivan in São Paulo gegründet wurde. Trem da Alegria war sehr erfolgreich bei Kindern und Heranwachsenden. In der Zeit von 1985 bis 1992 brachte die Gruppe 8 Alben heraus, die fast 6 Millionen Mal verkauft wurden.

## Diskografie
| Jahr | Label | Mitglieder                                | Andere Beteiligte                                                           | Erfolge                                                               |
| ---- | ----- | ----------------------------------------- | --------------------------------------------------------------------------- | --------------------------------------------------------------------- |
| 1984 |       | Patrícia e Luciano                        | Emillinha - Robertinho do Recife - Pelé - Sergio Malandro - entre outros... | É de Chocolate - Meu Ursinho Blau Blau                                |
| 1985 |       | Patrícia, Luciano e Juninho Bill          | Lucinha Lins - Fevers - entre outros...                                     | Uni Duni Te - Dona Felicidade                                         |
| 1986 |       | Patrícia, Luciano, Juninho Bill e Vanessa | Evandro Mesquita - JOE                                                      | Tic-Tac do Amor - Fera Neném - Na Casca do Ovo - He-Man               |
| 1987 |       | Patrícia, Luciano, Juninho Bill e Vanessa | Xuxa                                                                        | Piuí Abacaxi - Orquestra dos Bichos - Thundercats                     |
| 1988 |       | Amanda, Luciano, Juninho Bill e Vanessa   |                                                                             | Iô-Iô - Pra Ver se cola - Xa Xe Xi Xo XUXA - De Repente Califórnia    |
| 1989 |       | Amanda, Juninho Bill e Rubinho            | Ultraje a Rigor                                                             | Jaspion-Changeman - O Elefante e a Formiguinha - Pula Corda - Jandira |
| 1990 |       | Amanda, Juninho Bill e Rubinho            | Gugu Liberato - Cláudio Negão - Roupa Nova                                  | Lambada da Alegria - Lambada Danada - Kid Farofeiro                   |
| 1991 |       | Amanda, Juninho Bill e Rubinho            |                                                                             | O Lobisomem - Tartaruga Ninja                                         |
| 1992 |       | Amanda, Juninho Bill e Rubinho            |                                                                             | Alguem no Céu - Torre de Babel - Queremos Mambo                       |